# Richard Meade, II conte di Clanwilliam
Richard Meade, II conte di Clanwilliam (10 maggio 1766 – Vienna, 3 settembre 1805), è stato un nobile irlandese.

## Biografia
Era il figlio di John Meade, I conte di Clanwilliam, e di sua moglie, Theodosia Magill.

## Carriera
Nell'ottobre del 1793, mentre era all'estero, sua madre lo annunciò come candidato per un'elezione suppletiva a Down, apparentemente alla ricerca di un'alleanza con il marchese di Downshire, che aveva appena lasciato il seggio. Alla fine, la sua candidatura fu ritirata e il candidato di Downshire fu eletto senza alcuna opposizione.
Nel frattempo, Meade stava gettando le basi per una rottura familiare.

## Matrimonio
Si innamorò e sposò la contessa Caroline von Thun und Hohenstein (19 maggio 1769-1800), figlia di Maria Wilhelmine von Thun und Hohenstein, il 16 ottobre 1793. Il matrimonio con una nobildonna cattolica senza un soldo era inaccettabile nella sua famiglia, e la coppia venne allontanata dai suoi genitori, che, all'epoca, stavano liquidando le proprietà del padre per pagare gli enormi debiti che avevano accumulato. La coppia ebbe tre figli:
- Caroline Meade (1794-29 agosto 1820), sposò Pál Széchenyi;
- Richard Meade, III conte di Clanwilliam (15 agosto 1795-7 ottobre 1879);
- Selina Meade (1797-29 agosto 1872) sposò Karl Johann Nepomuk, conte di Clam-Martinic.

## Morte
Nell'ottobre del 1800, il padre di Meade morì e divenne Conte di Clanwilliam, e ritornò brevemente in Irlanda. Sua moglie morì poco dopo. Si rese conto che gli rimase poco della sua eredità: Meade ricevette la tenuta di Gill Hall, nella contea di Down, parte dell'eredità di sua madre, e la sua proprietà più preziosa a Rathfriland andò a suo fratello minore Robert. Trascorse il resto della sua vita a Vienna, dove si dedicò alla sua passione per il giardinaggio; durante il trattamento di un'aiuola, contrasse un'infezione che lo uccise il 3 settembre 1805. Dopo la sua morte, le sue due figlie furono allevate dalla zia Maria Christiane e da suo marito Karl Alois, principe Lichnowski, mentre suo figlio crebbe in Inghilterra.